# MAN 630
MAN 630 — среднетоннажный грузовой автомобиль, выпускаемый компанией MAN с 1953 по 1972 год. Гражданские модели получили индексы L1 и L3 (Lastkraftwagen), военная — L2.

## Модификации
- L1 — заднеприводный автомобиль, выпускаемый под видом обычного грузовика и тягача.
- L1A — полноприводный автомобиль, выпускаемый под видом обычного грузовика и тягача.
- L2A — полноприводный автомобиль, являющийся военной продукцией и выпускаемый под видом обычного грузовика и тягача[1].
- L2AE — полноприводный автомобиль с односкатной ошиновкой заднего моста. По сравнению с другими моделями, не выпускался под видом тягача.
- L3 — гражданский заднеприводный автомобиль, выпускаемый под видом обычного грузовика и тягача.
- L3A — гражданский полноприводный автомобиль, выпускаемый под видом обычного грузовика и тягача.

## Описание
Автомобиль MAN 630 впервые был представлен в 1953 году. По состоянию на 1958 год, в Бундесвер поставлялось 20000 автомобилей. Также автомобиль эксплуатировался в Бельгии.

## Галерея

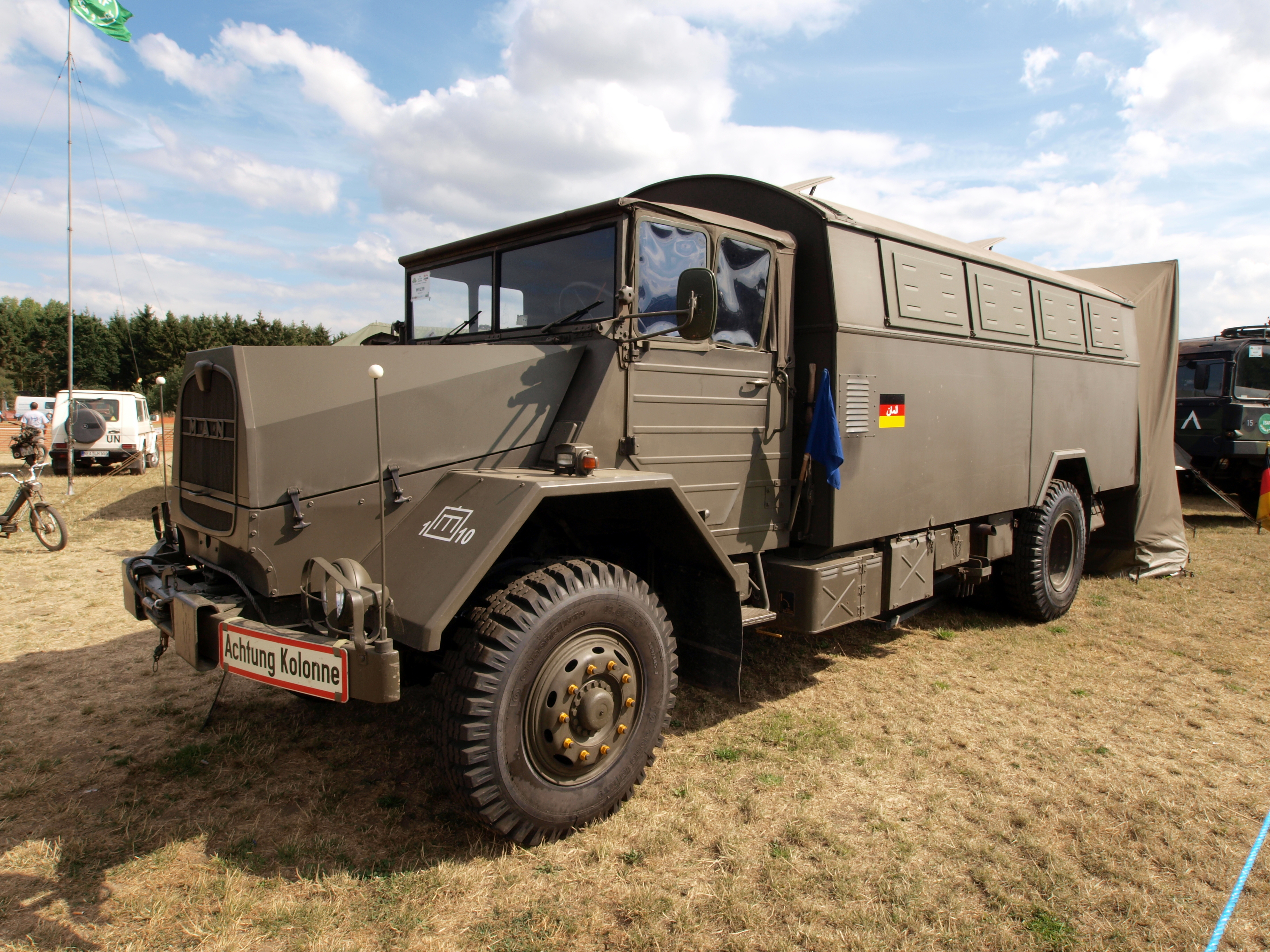
MAN 630
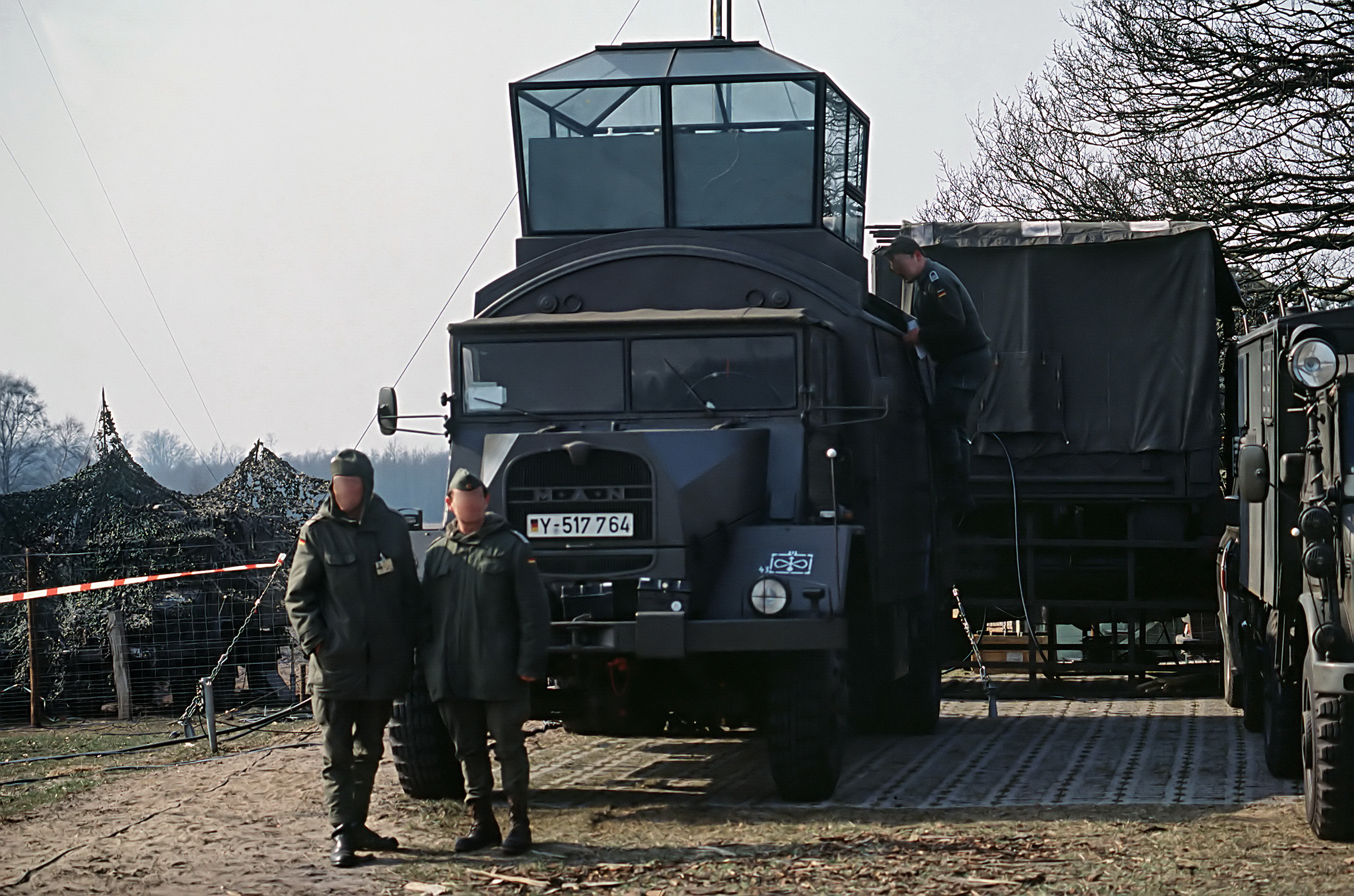
MAN 630 L2A
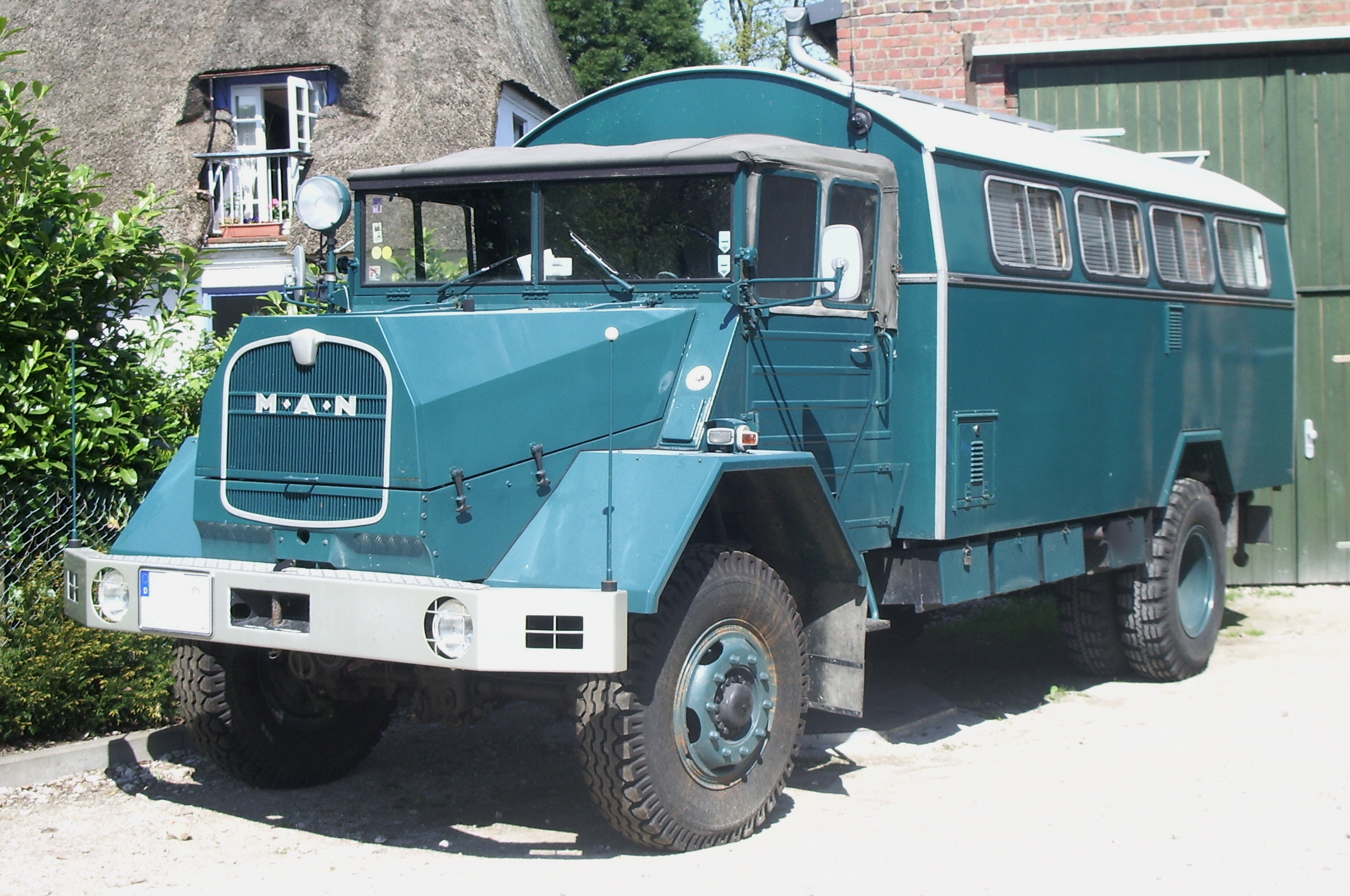
MAN 630 L2A
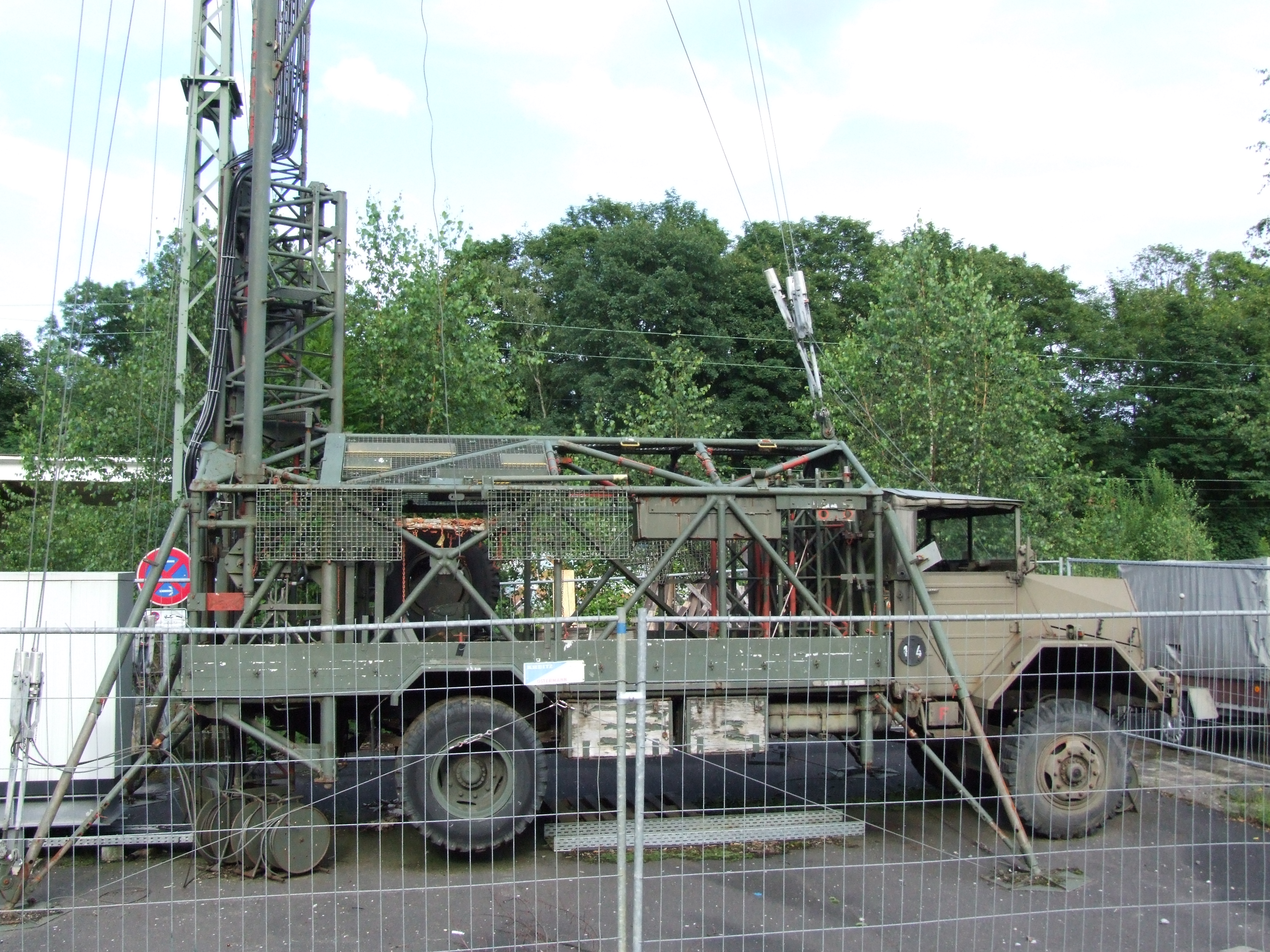
MAN 630
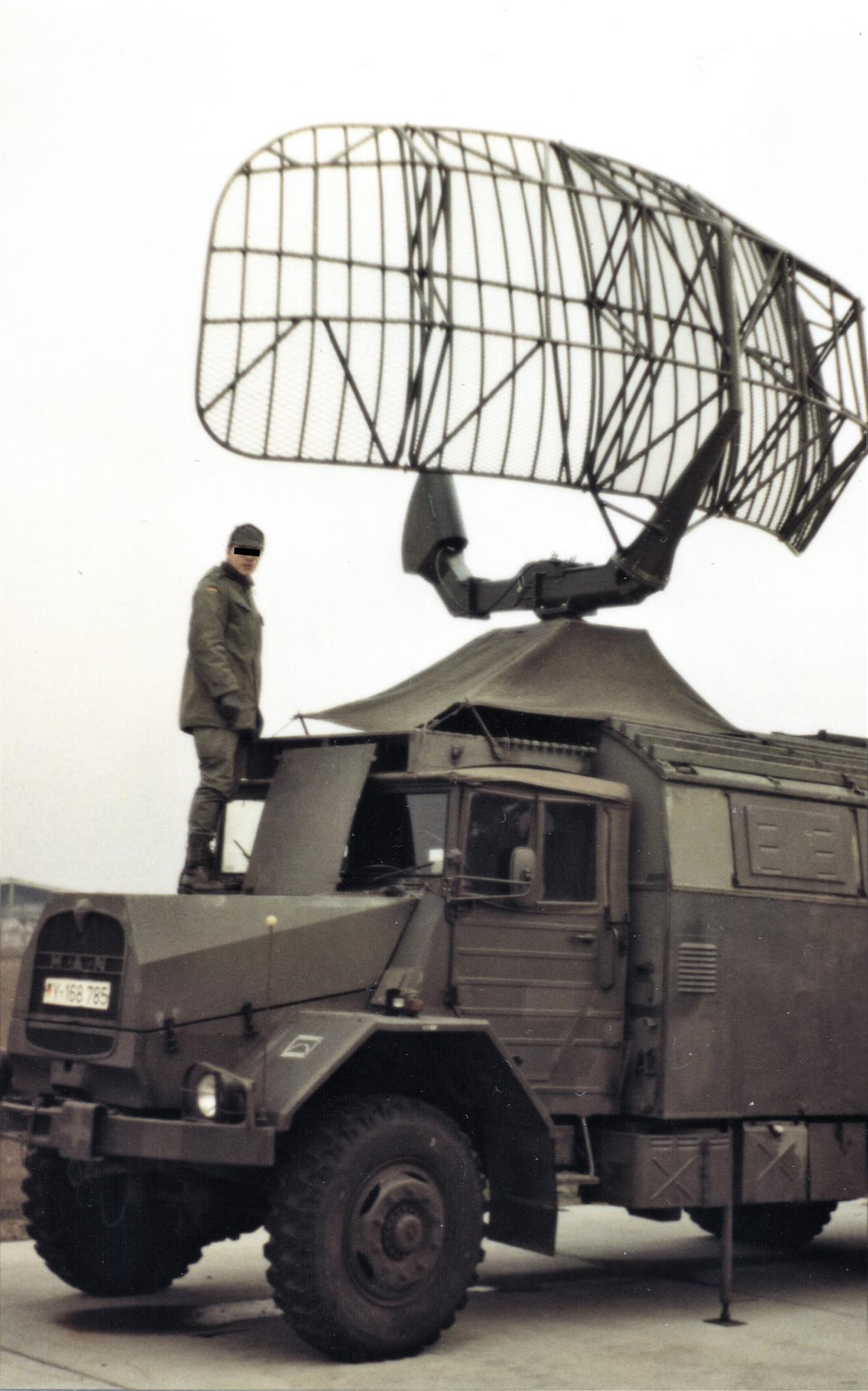
MAN 630
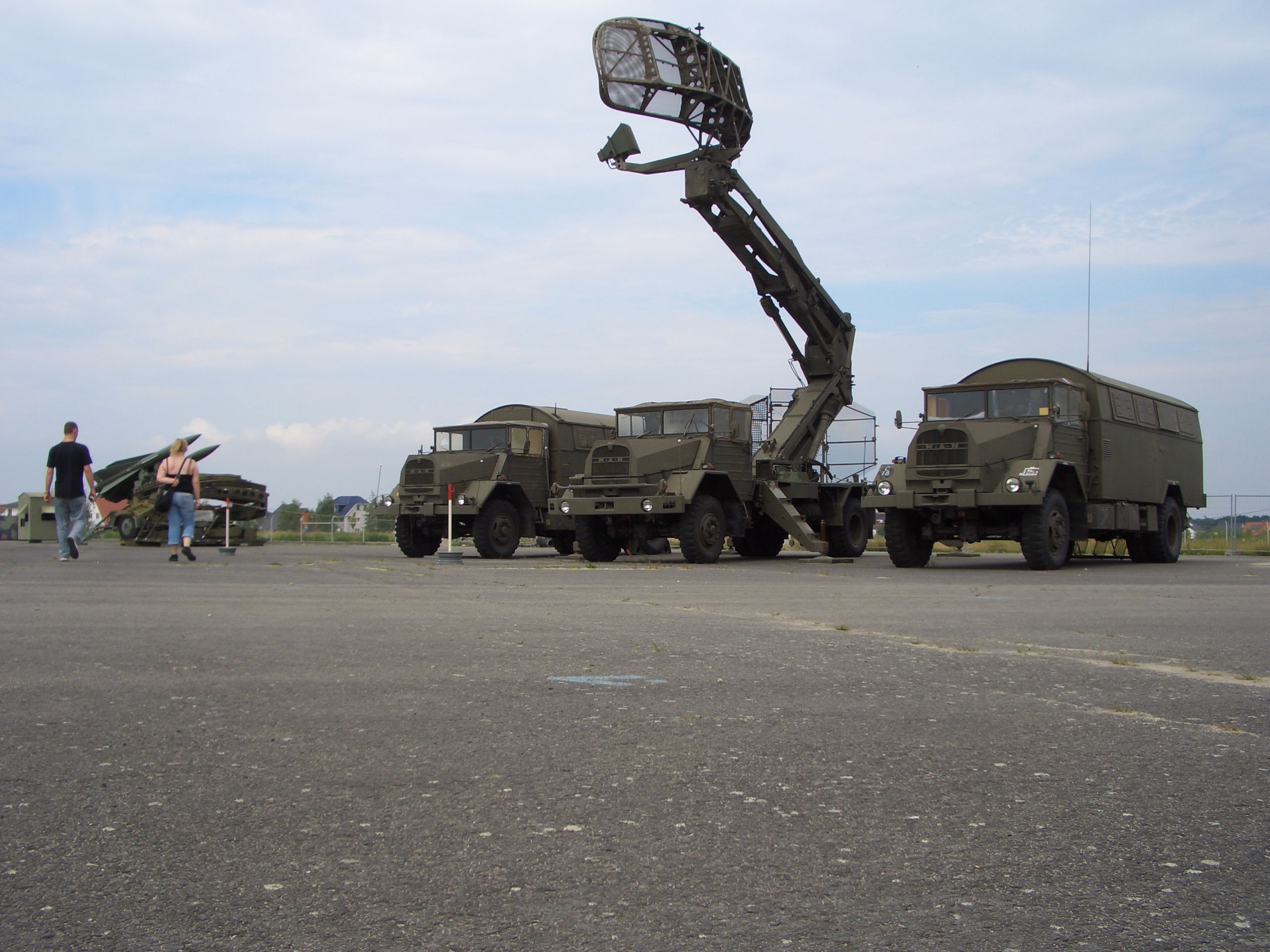
MAN 630